# Bundesstrasse 11
Bundesstraße 11 är en tysk  förbundsväg i  Bayern. Vägen går från gränsen mot Tjeckien vid Bayerisch Eppenstein till Krün i  landkreis Garmisch-Partenkirchen via bland annat floden Isar. Vägen som är 312 kilometer lång går helt och hållet inom förbundslandet Bayern.